# Eva Frodl-Kraftová
Eva Frodl-Kraftová, německy Eva Frodl-Kraft (29. září 1916, Vídeň – 1. května 2011, Vídeň), byla rakouská kunsthistorička a odbornice na středověké vitráže.
Vystudovala historii a dějiny umění na univerzitě ve Vídni a také se učila fotografovat. Roku 1973 habilitovala a roku 1979 se stala dopisující členkou Rakouské akademie věd. Byla jedním ze zakládajících členů mezinárodního výzkumného projektu Corpus Vitrearum Medii Aevi a stala se jeho prezidentkou. Svým osobním nasazením výrazně přispěla k budování této organizace, jejímž cílem je ochrana a průzkum středověkých vitráží.

## Publikace
- Die mittelalterlichen Glasgemälde in Wien. Böhlau, Graz/Wien/Köln 1962 (Corpus Vitrearum Medii Aevi, Österreich. Bd. 1).
- Gotische Glasmalereien aus dem Kreuzgang in Klosterneuburg Klosterneuburger Buch- und Kunstverlag, Klosterneuburg 1963 (Klosterneuburger Kunstschätze. Bd. 3).
- Das Problem der Schwarzlot-Sicherung an mittelalterlichen Glasgemälden, Theoretische Möglichkeiten und praktische Vorarbeiten. Institut für österreichische Kunstforschung des Bundesdenkmalamtes, Wien 1963.
- Die Glasmalerei: Entwicklung, Technik, Eigenart. Schroll, Wien/München 1970.
- Die mittelalterlichen Glasgemälde in Niederösterreich. Tl. 1: Albrechtsberg bis Klosterneuburg. Böhlau, Wien/Köln/Graz 1972 (Corpus Vitrearum Medii Aevi, Österreich. Bd. 2.1).
- Gefährdetes Erbe: Österreichs Denkmalschutz und Denkmalpflege 1918–1945 im Prisma der Zeitgeschichte. Böhlau, Wien 1997, ISBN 3-205-98757-8.
- Die Bildfenster der Georgskapelle in der Burg zu Wiener Neustadt. Bundesministerium für Landesverteidigung, Wien (2003).